# Сайфуллах Шишани
Сайфуллах Шишани (настоящие имя и фамилия — Руслан Мачаликашвили) — один из амиров (командиров) чеченских моджахедов на территории Сирии в годы активной фазы гражданской войны, заместитель амира «Джейш аль-Мухаджирин валь-Ансар», амир «Джейш аль-Хилафату аль-Исламия», амир «Моджахеды Кавказа и Шама», амир «Усуд аш-Шам». Получил известность под именем Сайфуллах Шишани (араб. سيف الله الشيشاني, Сайфуллах Чеченский‎).

## Биография

### Происхождение
Руслан Мачаликашвили уроженец Панкисского ущелья Грузии, населённого в основном чеченцами. По национальности чеченец.

### Чечня, Ирак, Афганистан
В начале 2000-х годов он воевал против российских войск на стороне ЧРИ. После того, как он был ранен, его вывезли на лечение за границу, и больше не смог вернуться в Чечню. В 2005 году он предпринял неудачную попытку выехать в Ирак. Тогда, в 2005 году, он отправился в Афганистан, чтобы воевать на стороне афганских моджахедов против иностранных войск.

### Гражданская война в Сирии
До отъезда в Сирию он проживал в Турции. В 2012 году он оказался в Сирии вместе с другими боевиками, ставшими затем у руля группировки «Катиба аль-Мухаджирин» (чуть позже — «Джейш аль-Мухаджирин валь-Ансар») и занял в ней должность заместителя амира. Сайфуллах фигурировал во многих пропагандистских роликах русскоязычных боевиков в Сирии и действовал «от имени чеченских моджахедов».
В августе 2013 года Сайфуллах со своими единомышленниками откололся от «Джейш аль-Мухаджирин валь-Ансар» и сформировал другую группу, позже переименованную в «Джейш аль-Хилафату аль-Исламия», которая насчитывала около 500 бойцов и принимала участие в боевых действиях в провинции Алеппо, в том числе при захвате квартала Шейх-Саид и госпиталя Аль-Кинди. Также есть информация, что он был командиром боевого объединения джихадистов Кавказа и Сирии — «Моджахеды Кавказа и Шама (Сирии)».
Незадолго до своей смерти Сайфуллах Шишани присягнул Абу Мухаммаду аль-Джулани и во главе боевиков «Усуд аш-Шам» вошёл в состав крупнейшей группировки сирийских боевиков «Джебхат ан-Нусра» (ныне «Хайят Тахрир аш-Шам»).

### Гибель
Убит 6 февраля 2014 года во время боёв за центральную тюрьму в Алеппо, Сирия.

### Реакция на смерть
По поводу смерти Сайфуллы высказался амир «Джабхат ан-Нусра» Абу Мухаммад аль-Джулани: 

«Наш герой Шахид иншааЛлах, брат СейфуЛлах, начавший свой путь с Кавказа и закончивший его на землях Шама, присоединился к своим братьям шахидам иншааЛлах...
СейфуЛлах Шишани был намерен освободить пленных мусульман из тюрем тиранического режима. Он стремился освободить своих братьев и сестер вплоть до шахады и постоянно говорил об этом. Всевышний предопределил ему и то, и другое.
Я вместе с СейфуЛлах Шишани, возглавив армию, намеревался направиться к освобождению людей от осады режима в Гуте. После освобождения хотел с ним вместе освободить Дамаск. Когда я ему об этом сообщил, его глаза осветились счастьем.
Не исчезнут чеченские матери, армии мусульман не останутся без лидеров, и Кавказ всегда будет рождать новых героев, и восстановят они былое влияние этой Уммы, иншааЛлах.

О Аллах, прими Сейфуллах Шишани среди своих Шахидов. И не оставь нас на землях Шама без доблестных кавказских мужей.
Также сообщения о гибели лидера боевиков вызвали большой резонанс как в Чечне, так и в России. Глава Чеченской Республики Рамзан Кадыров отреагировал на смерть Сайфуллы, опубликовав на своей странице в «Instagram» пост следующего содержания: 

«Сегодня при попытке очередного грабежа мирных жителей в сирийском Алеппо подорвался и нашел свой конец ваххабистский шайтан Руслан Мачаликашвили (Сайфулла). Он был один из главарей банды ваххабистов в Сирии, на счету которой убийства ни в чем неповинных людей, грабежи, осквернение исламских святынь. Мачаликашвили в интернете интересовался, где же кадыровский спецназ, просил, чтобы прислали его. Бандиты не знали, что кадыровский спецназ может быть на каждом клочке земли, готовой взорваться под ногами шайтанов, где бы они ни находились. Призыв шайтана видимо был услышан и смерть настигла бандита, которого спешно закопали, вместо того, чтобы похоронить! Что заслужил, то и получил».

## Книги
на русском языке
- Александр Афанасьев. Кавказский узел. — Litres, 2017-02-09. — 344 с. — ISBN 978-5-04-043139-7.
- Коллектив авторов. Современная мировая политика. — Litres, 2022-05-15. — 451 с. — ISBN 978-5-04-282953-6.
- Коллектив авторов. Ислам в России и Евразии XVI – XXI вв. (памяти Дмитрия Юрьевича Арапова). — Litres, 2022-05-15. — 658 с. — ISBN 978-5-04-368588-9.

на английском языке
- John R. Vacca. Online Terrorist Propaganda, Recruitment, and Radicalization. — CRC Press, 2019-07-30. — 469 с. — ISBN 978-1-351-69135-2.
- Michael Fredholm. Transnational Organized Crime and Jihadist Terrorism: Russian-Speaking Networks in Western Europe. — Routledge, 2017-09-14. — 258 с. — ISBN 978-1-351-70949-1.
- Marlene Laruelle. Constructing the Uzbek State: Narratives of Post-Soviet Years. — Lexington Books, 2017-12-20. — 385 с. — ISBN 978-1-4985-3837-4.
- Vera Mironova. From Freedom Fighters to Jihadists: Human Resources of Non-State Armed Groups. — Oxford University Press, 2019-05-20. — 345 с. — ISBN 978-0-19-093978-6.
- Beyza Gülin Güney. Explaining Foreign Fighter Mobilization from the North Caucasus to Syria: Historical Legacy, Existing Networks, and Radicalized Identity.
- Charles R. Lister. The Syrian Jihad: Al-Qaeda, the Islamic State and the Evolution of an Insurgency. — Oxford University Press, 2016-01-02. — 448 с. — ISBN 978-0-19-061346-4.
- Elena Pokalova. Returning Islamist Foreign Fighters: Threats and Challenges to the West. — Springer Nature, 2019-10-24. — 248 с. — ISBN 978-3-030-31478-1.
- Luiz Alberto Moniz Bandeira. The World Disorder: US Hegemony, Proxy Wars, Terrorism and Humanitarian Catastrophes. — Springer, 2019-01-23. — 457 с. — ISBN 978-3-030-03204-3.
- Brian Glyn Williams. Inferno in Chechnya: The Russian-Chechen Wars, the Al Qaeda Myth, and the Boston Marathon Bombings. — University Press of New England, 2015-09-22. — 306 с. — ISBN 978-1-61168-801-6.
- Globalizing Jihad? North Caucasians in the Syrian Civil War
- HOMO JIHADICUS — Archive of European Integration